# Andréi Zinchenko
Andréi Zinchenko (Samara, 5 de enero de 1972) es un exciclista ruso que fue profesional desde 1994 hasta 2006. 
Destacó especialmente en la Vuelta a España, donde fue capaz de imponerse en cuatro etapas: tres en 1998 (con finales en Sabiñánigo, Soria y en el Puerto de Navacerrada) y una en 2000 (con final en los Lagos de Covadonga).

## Palmarés
| 1995 - 3.º en el Campeonato de Rusia en Ruta 1998 - 3 etapas de la Vuelta a España 1999 - Escalada a Montjuic, más 1 etapa 2000 - 1 etapa de la Vuelta a España 2001 - 3.º en el Campeonato de Rusia Contrarreloj - 1 etapa de la Vuelta a Portugal | 2002 - 1 etapa de la Vuelta a Asturias 2003 - Vuelta al Alentejo, más 1 etapa 2006 - 1 etapa de la Vuelta a Extremadura |

## Resultados en Grandes Vueltas y Campeonatos del Mundo
Durante su carrera deportiva consiguió los siguientes puestos en las Grandes Vueltas y en los Campeonatos del Mundo en carretera:
| Carrera         | Carrera         | 1994 | 1995 | 1996 | 1997  | 1998 | 1999 | 2000 | 2001 | 2002 | 2003 | 2004 | 2005 | 2006 |
| --------------- | --------------- | ---- | ---- | ---- | ----- | ---- | ---- | ---- | ---- | ---- | ---- | ---- | ---- | ---- |
|                 | Giro de Italia  | —    | —    | —    | —     | Ab.  | 12.º | —    | —    | —    | —    | —    | —    | —    |
|                 | Tour de Francia | —    | —    | —    | —     | —    | —    | —    | —    | —    | —    | —    | —    | —    |
|                 | Vuelta a España | —    | Ab.  | 41.º | 119.º | 14.º | 24.º | 27.º | —    | —    | —    | —    | —    | —    |
| Mundial en Ruta | Mundial en Ruta | —    | —    | Ab.  | Ab.   | 14.º | Ab.  | —    | —    | —    | —    | —    | —    | —    |

―: no participa

Ab.: abandono

## Equipos
- Santa Clara (1994-1996)
- Estepona en Marcha (1997)
- Vitalicio Seguros (1998-1999)
- LA Pecol (2000-2003)
- Milaneza-Maia (2004-2005)
- Riberalves-Alcobaça (2006)